# Kópavogur
Kópavogur Izland második legnagyobb városa. Félúton helyezkedik el Reykjavík és Garðabær között.
A legmagasabb épület Izlandon Kópavogur belvárosában helyezkedik el. Az épületet Smáratorg-toronynak nevezik.

## Történelem
Először (17.-18. század) dán kereskedők lakták a vidéket, de ennek ellenére a környék 1930-ig meglehetősen gyéren lakott volt, amikor is a szomszédos Reykjavíkból költöztek át lakosok. Azóta is folyamatosan gyarapodik a város népessége a mai napig.

## Kultúra
A város Izland egyik kulturális központja. 1994-ben nyílt meg a Gerðarsafn múzeum. 1963-ban nyílt meg a Kópavogskirkja, a festészet egyik központja, melynek leghíresebb festője Gerður Helgadóttir.

## Személyek
- Alda Björk Ólafsdóttir popénekesnő.
- Einar Heimisson író.
- Emilíana Torrini énekesnő.
- Gunnsteinn Ólafsson karmester, zeneszerző

## Testvérvárosok
- Ammassalik, Grönland
- Klaksvík, Feröer
- Mariehamn, Åland, Finnország
- Norrköping, Svédország
- Odense, Dánia
- Riverton, Kanada
- Tampere, Finnország
- Trondheim, Norvégia

## Galéria

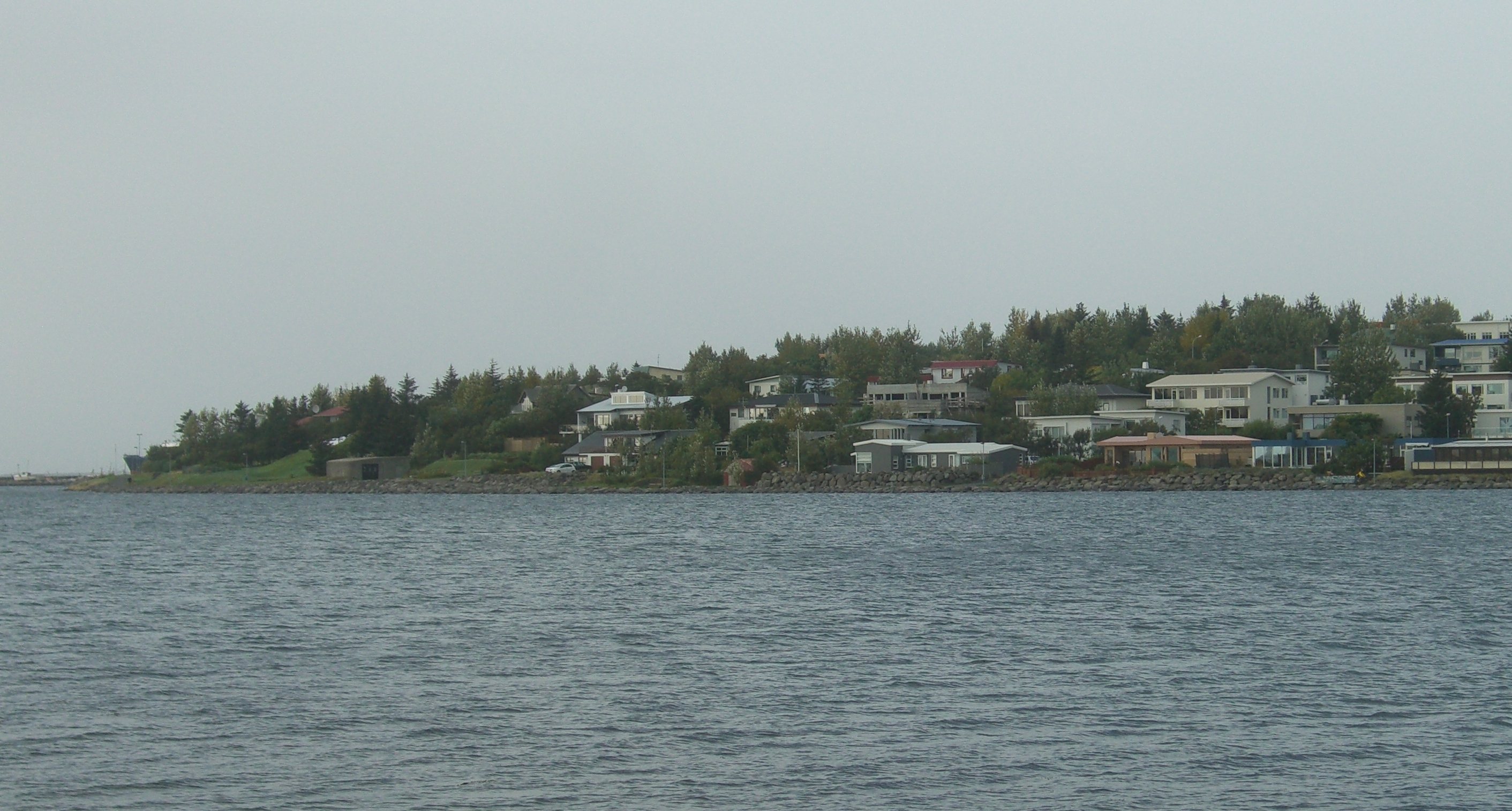
Kópavogur nyugati része
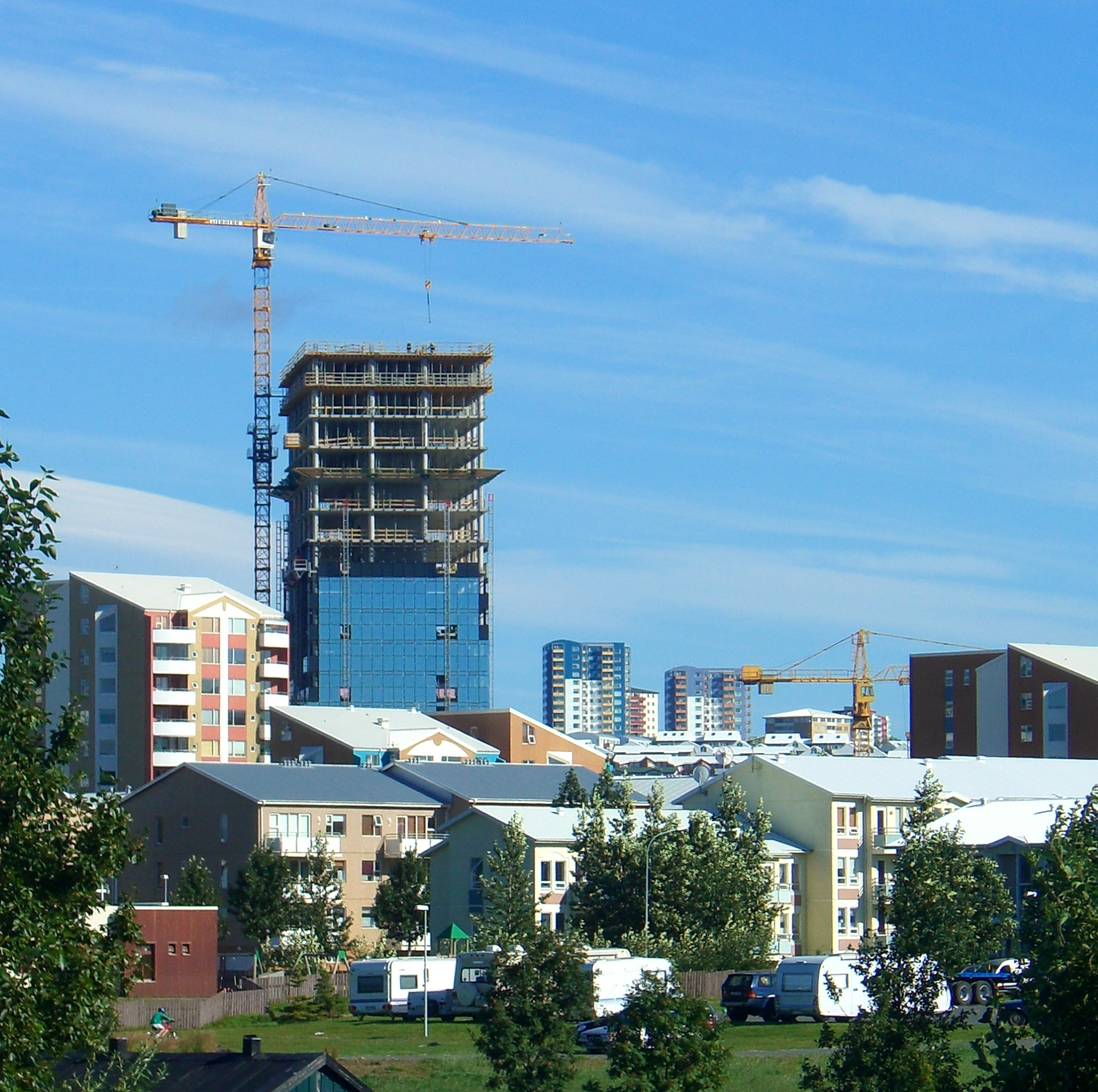
A Smáratorg torony építése közben
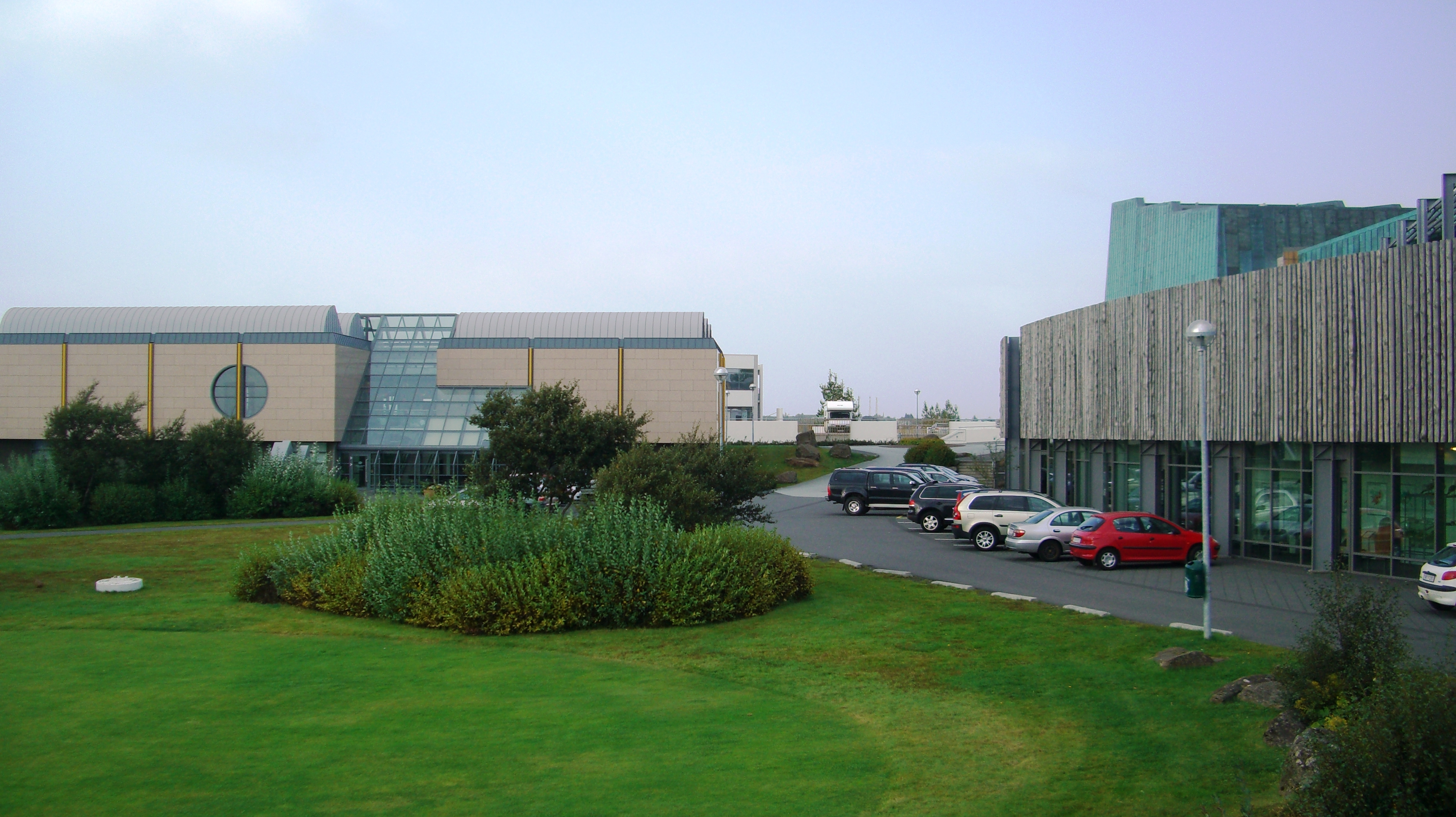
Kortárs Művészeti Múzeum

1. ↑  https://statice.is/statistics/population/inhabitants/municipalities-and-urban-nuclei/